# Anjoma Ramartina
Anjoma Ramartina est une commune urbaine malgache, située dans la partie ouest de la région de Vakinankaratra.